# Bill Watkins
Bill Lee Watkins (* 2. Oktober 1931 in Corbin, Kentucky) ist ein US-amerikanischer Rockabilly-Musiker und Songschreiber.

## Leben

### Kindheit und Jugend
Bill Watkins wuchs im ländlichen Tennessee mit seiner Schwester Viola und seiner Mutter Martha auf. Watkins‘ Vater verließ die Familie früh und kehrte erst Jahre später zurück. Watkins interessierte sich bereits sehr früh für Musik und hatte mit 14 Jahren seinen ersten Radioauftritt. Mit 16 Jahren verließ er vorzeitig die Schule und arbeitete danach auf Farmen und in Restaurants, bis er mit 18 Jahren der US Army beitrat. 1951 kämpfte er in Korea.

### Karriere
Nach seiner Entlassung aus der Armee ließ Watkins sich in Cincinnati, Ohio, nieder, wo er tagsüber in einer Papierfabrik arbeitete und abends in Country-Clubs spielte. In dieser Zeit kam er mit anderen Cincinnati-Musikern wie Rusty York oder Gene Lawson in Kontakt. 1957 schrieb Watkins den Song Missed the Workhouse, den er aber erst 1959 für das lokale Label Lucky Records aufnahm. Die Single ist heute in Europa ein Sammlerstück und wird für hohe Preise verkauft.
Sechs Jahre nach seiner ersten Single folgte 1965 bei Tip-Toe die Platte I Got Troubles / Lips Too Cold to Kiss. Etwa zur selben Zeit nahm Country-Star Roy Acuff Watkins‘ Ballade Time Will Make You Pay auf. In den 1970er-Jahren eröffnete Watkins sein eigenes Tip-Toe Recording Studio in Cincinnati, in dem er andere Künstler sowie auch zwei seiner eigenen Alben einspielte. Ein Album wurde 1989 bei Rockhouse Records in den Niederlanden und eines 1991 bei Gee Dee Records in Deutschland veröffentlicht. In den 1970er-Jahren tat Watkins sich mit dem Produzenten Randy McNutt zusammen und stand für McNutts Label General Store Records unter Vertrag. Mit einer neuen Version des Rockabilly-Titels Red Cadillac, den er in den 1950er-Jahren geschrieben und als Demo aufgenommen hatte, gelangte er erstmals in die Hitparaden. Der Song platzierte sich in den Top-10 der American Independent Charts. Es folgte ein weiterer Chart-Erfolg mit Rockabilly Christmas.
1990 gelang Watkins ein weiterer Hit, als er mit dem Country-Song Cowboy in die nationalen Country-Charts einstieg. Heutzutage widmet Watkins sich vor allem dem Gospel und dem Bluegrass, tritt auf Kirchenveranstaltungen auf, leitet sein Studio und schreibt Songs.

## Diskografie
Diskografie ist nicht vollständig.

### Singles
| Jahr                    | Titel | Label #         |
| ----------------------- | --- | --------------- |
| 1959                    | Missed the Workhouse / Time Will Make You Pay                                                                 | Lucky 0006      |
| 1965                    | I Got Troubles / Lips Too Cold to Kiss                                                                        | Tip-Toe 14321/1 |
| Unveröffentlichte Titel | |                 |
|                         | - Big Guitar - Mess at the Workhouse [!] (alt. Version) - Red Cadillac (Version 1) - Red Cadillac (Version 2) |                 |

### Alben
- 1989: Return of the Cincinnati Rocker
- 1991: That Rockin‘ Country Man